# Lycenchelys novaezealandiae
Lycenchelys novaezealandiae är en fiskart som beskrevs av Anderson och Møller 2007. Lycenchelys novaezealandiae ingår i släktet Lycenchelys och familjen tånglakefiskar. Inga underarter finns listade i Catalogue of Life.